# Ferratum
Ferratum Oyj y sus filiales forman el Grupo Ferratum ("Ferratum" o el "Grupo"): un proveedor internacional de servicios financieros móviles. Ferratum tiene su sede principal en Helsinki, Finlandia, y fue fundada en mayo de 2005. En la actualidad está presente en Europa, América del Norte, América del Sur y la región Asia-Pacífico. 
Ferratum está especializada en procesos bancarios automatizados y dispone de una infraestructura tecnológica centralizada, así como de expertos en ventas. Su sistema de puntuación de datos de autoaprendizaje propietario ofrece aprobaciones de crédito instantáneas con la seguridad más avanzada.

## Historia y fundación
Ferratum fue fundada en 2005 por el fundador del grupo y director general, Jorma Jokela. Jokela estudió contabilidad en la Escuela Universitaria de Kuopio y en la Facultad de Empresariales de Helsinki. Es el fundador de Jokela Capital Oy, con base en Helsinki, donde dirigió la empresa como director general de 1998 a 2000, hasta que en 2004 la vendió. En 2005 fundó Ferratum, empresa de la que es director general desde entonces.

## Presencia geográfica/actividad
Ferratum es una de las empresas líderes en préstamos móviles a consumidores y pequeñas empresas.
Actualmente cuenta con representación en Europa, América del Norte, América del Sur y en la región Asia-Pacífico. La licencia bancaria de la Unión Europea permite que esté presente en todos los países de la UE. 

## Dirección
La junta directiva del Grupo Ferratum, encabezada por Jorma Jokela, cuenta con un equipo apasionado y emprendedor que combina la experiencia de una amplia gama de industrias relevantes. 
Lea Liigus es la directora del Departamento Jurídico y Transparencia del grupo y directora del Banco Ferratum S.A., la filial bancaria del grupo. Liigus estudió Derecho en la Universidad de Tartu, Estonia, y finalizó el programa de Máster en Derecho (LL.M), en Derecho Contractual y Comercial, en la Universidad de Helsinki, Finlandia. Antes de entrar en el grupo en 2006, trabajó como catedrática en Derecho Comercial y Derecho Europeo en la Facultad de Empresariales de Estonia, en Tallin, y como letrada especializada en derecho comercial, derecho financiero y derecho europeo en el bufete Sorainen, en Estonia. 
Saku Timonen es el director de Préstamos y se unió al grupo en 2009. Estudió marketing, finanzas y economía en la Facultad de Económicas de Helsinki, y Administración de Empresas entre 1996 y 2001. Desde 2000 a 2006 fue el responsable de marketing, director de producción y dirección de relaciones en el Banco Sampo. De 2006 a 2009 trabajó como gerente de productos no garantizados en GE Money Oy. 
El Dr. Clemens Krause es el director financiero de la empresa y director gerente de Ferratum Capital Germany GmbH. Estudió Administración Empresarial en la Westfälische Wilhelms-Universität, Münster. De 1989 a 1994 trabajó en el Institut für Rechnungswesen, en Münster, al mismo tiempo que finalizaba su doctorado. En 1994 se unió a Bankgesellschaft Berlín AG, donde trabajó como gerente y director del Proyecto Finanzas. Antes de unirse al Grupo en 2012, trabajó como gerente en varias empresas alemanas: Deutsche Bahn, E-Laon Europe, E*Trade Germany, GE Money Bank (General Electric) y Commerzbank. 
Ari Tiukkanen es el director jefe de Operaciones Comerciales del Grupo. Estudió Ingeniería Industrial en la Universidad de Jyväskylä de Ciencias Aplicadas y se licenció en 1986. Antes de entrar en el Grupo en 2015, fue presidente del Departamento Industrial en Metsä Woods de 2012 a 2015, director general del grupo Icare Finland/Grupo Revenio de 2008 a 2012, director comercial del Grupo Paloheimo de 2006 a 2008, director del Departamento Empresarial de Finnforest de 1999 a 2006 y ostentó varios cargos como gerente en el grupo Halton de 1992 a 1999.

## Cotización en la Bolsa de Valores de Frankfurt
Ferratum cotiza en la Bolsa de Valores de Frankfurt desde el 6 de febrero de 2015, siendo la primera empresa fintech en hacerlo dicha bolsa. En su salida, Ferratum vendió acciones a inversores institucionales extranjeros. El precio de venta de las acciones era de 17 euros, y el valor de mercado de la empresa rondaba los 370 millones de euros. Se recaudaron 48 millones de euros con el objetivo de financiar el futuro crecimiento de la empresa: nuevas líneas de productos y crecimiento empresarial. Tras entrar en bolsa, Jorma Jokela sigue siendo el mayor accionista de la empresa.

## Visión
Tras recibir la licencia bancaria europea, la visión del Grupo Ferratum dice es convertirse en un banco móvil internacional de prestigio que ofrezca una amplia gama de productos. Como pionero de los préstamos de consumo móvil en Europa, Ferratum afirma que su principal objetivo son las soluciones móviles simples que cumplen y superan las expectativas de los clientes de hoy.
En su Informe Anual de 2016, Ferratum afirmaba: “En Ferratum no creemos en los bancos. Al menos no en el sentido tradicional. Creemos en una tecnología financiara que sea móvil, fácil de usar, internacional y muy segura."

## Misión
Su misión consiste en proporcionar la mejor interfaz para el cliente de préstamos y procesos bancarios y servicio al cliente 24 horas – 7 días a la semana, accesible en línea a través de la página web de Ferratum, aplicaciones móviles y en las de sus socios.

## La producción
Combinando servicios financieros y tecnología, en la actualidad Ferratum tiene siete productos: Microloans, Plus Loans, Credit Limit, Ferratum Business, Ferratum P2P, Prime Loans, y Mobile Banking.
En 2016, Ferratum continuó ampliando su negocio de préstamos, respondiendo a la creciente demanda de modelos de préstamos alternativos e innovadores.

## Valores y colaboraciones
En el Informe Anual 2016 del Grupo Ferratum se asevera que "crear valor para clientes e inversores ha sido la aspiración de Ferratum desde su nacimiento en 2005. Pero crear valor para los socios es igual de importante."
Al contrario que los bancos tradicionales, Ferratum dice que "no sólo se basa en su propia potencia innovadora, sino que también crea un ecosistema financiero flexible mediante colaboraciones, a fin de maximizar la experiencia del cliente. El enfoque de asociación permite un crecimiento más rápido con un gasto de capital limitado. Los productos se construirán en torno a todo el ciclo de vida del cliente mediante la participación de socios de la industria financiera y empresas de tecnología no financiera."
El Informe Anual continúa: "las nuevas asociaciones no sólo se basarán en la tecnología o la relevancia para nuestro ecosistema financiero" y Ferratum "favorece las asociaciones con empresas que comparten valores fundamentales similares: profesionalismo, innovación, rentabilidad y ética clara".

## El "Principio Jorma" y el desarrollo empresarial sostenible y rentable
Crecimiento con sentido de la proporción: esto es a lo que Ferratum llama el "Principio Jorma". Rentable desde su nacimiento en 2005, durante los últimos diez años los ingresos del Grupo han ido creciendo exponencialmente. Dicen haberlo logrado expandiendo continuamente su alcance geográfico, así como su base de clientes y usuarios.
El Grupo dice que se centra en el desarrollo sostenible y la expansión de su negocio como un prestamista móvil líder. Esta estrategia de expansión, que está en el centro de su estrategia empresarial, implica una diversificación de la presencia geográfica ampliando su alcance en Europa y resto del mundo. Ferratum continuará promoviendo su crecimiento y mejorando su cartera de productos en los mercados existentes en Europa, Australia, Nueva Zelanda, Brasil, México y Canadá.

## Disrupción móvil
El uso de la banca móvil no ha dejado de crecer en todo el mundo. El porcentaje de dueños de teléfonos inteligentes y tabletas que utilizan banca móvil se situaba en el 47 % en abril de 2016 en comparación con el 41 % del año anterior en países seleccionados de Europa, los Estados Unidos y Australia. Los analistas esperan que en 2012, unos dos mil millones de usuarios móviles utilizarán sus teléfonos móviles con fines bancarios en comparación con los mil doscientos millones de 2016.
La adopción de la banca móvil depende en gran medida del acceso frecuente a Internet. En 2016, las redes de banda ancha móvil ya llegaban al 84 % de la población mundial. La penetración de la banda ancha móvil en todos los países de la OCDE alcanzó el 95,1 % a mediados de 2016, con tasas de suscripción superiores al 100 % en los países del norte de Europa y Australia. La tendencia hacia la banca móvil abarca también a los segmentos de menor ingreso de la población que poseen teléfonos inteligentes y actualmente no son clientes bancarios o solo utilizan servicios bancarios limitados, como una cuenta para recibir sus salarios (los llamados clientes "subanquizados").
El sector tecnofinanciero global experimentó un descenso del 50 % en la inversión durante 2016, con un financiamiento anual de 24 700 millones de dólares, frente a los 46 700 millones de dólares en 2015. La microfinanciación y las fintech crediticias estaban entre las más optimistas hacia el futuro, especialmente con respecto a préstamos P2P. La encuesta también identificó una tendencia hacia unos modelos empresariales diversificados y una expansión a otros países.
Al mismo tiempo, los bancos tradicionales se ven forzados a reducir costes, ya que experimentan un impacto negativo en las ganancias a causa de las bajas tasas de interés. En los últimos años, en Europa los bancos han cerrado sucursales, perdiendo consecuentemente su ventaja competitiva más importante. Un estudio revela que la disrupción en el sector bancario podría conducir a pérdidas de ingresos del 10 % al 40 % por ciento en 2025, mientras que las fintech servirán a una parte significativa del mercado. En cuanto al mercado alemán, se espera que las fintech puedan ganar una cuota de mercado agregada de hasta un 5 % para 2020.
En el Informe Anual del Grupo Ferratum de 2016 pone:
- La banca contemporánea es digital, la banca del mañana es móvil
- Para que los servicios financieros y bancarios encajen en este mundo digital y móvil, necesitan redefinirse en términos digitales y ofrecer soluciones nuevas para una verificación segura y cómoda y una autorización de transacciones financieras que no conlleven procesos de aceptación prolongados.
- Los bancos tradicionales se ven limitados por sus sistemas tradicionales en cuanto intentan encontrar su hueco en este nuevo entorno. Las tendencias del mercado favorecen a los nuevos jugadores, capaces de utilizar sistemáticamente las ventajas de la conectividad móvil, los grandes datos y la automatización de procesos para hacer la vida más rápida y fácil para los consumidores, así como los propietarios de pequeñas empresas. Los nuevos procesos de seguridad como la biométrica y la geolocalización son exclusivos del canal móvil, ofreciendo mayores estándares de seguridad sin comprometer la experiencia del cliente.

Al vincular la banca móvil, el crédito minorista y los préstamos a las PYMES, Ferratum dice que está en una posición ideal para captar el gran potencial de la revolución de la banca inteligente, así como para aprovechar los mercados de crédito insuficientemente atendidos.

## El lanzamiento de Ferratum Mobile Bank
El Ferratum Mobile Bank, lanzado al público en 2016 en Alemania, Suecia y Noruega, es una nueva plataforma revolucionaria que reúne la vida financiera completa de los clientes en una sola aplicación. Los usuarios pueden acceder a sus cuentas corrientes, tarjetas de ahorro y débito en tiempo real de una manera fácil, segura y móvil, independientemente de la moneda. 
Con el lanzamiento del Mobile Bank, Ferratum dice que ha establecido una plataforma global que conecta a clientes, socios y proveedores de servicios por igual. La arquitectura abierta de la aplicación de banca móvil permite la fácil integración de widgets publicados por otras empresas. Por lo tanto, tienen acceso a la gran y creciente base internacional de clientes de Ferratum, así como a la inestimable inteligencia del cliente. 
Mobile Bank utiliza análisis de datos de comportamiento para generar recomendaciones inteligentes, en tiempo real y específicas para mejorar la experiencia del cliente y agregar servicios según las preferencias de los usuarios.

## Banco 100% en línea, sin sucursales
Ferratum no cuenta con ninguna sucursal, pues funciona como banca móvil o 100 % en línea. La asistencia se proporciona 24 horas – 7 días a la semana por teléfono, a través de chat en vivo o por correo electrónico.
La apertura de una cuenta solo lleva unos minutos gracias a su proceso de solicitud en línea, en el que no se requiere documentación.

## Proceso de verificación
Todo lo que se necesita para abrir una cuenta es el pasaporte o identificación del cliente, dependiendo de su país. A continuación, se realiza la verificación automática de la identificación facial con la cámara del dispositivo del cliente o la cámara web.

## MasterCard
Con Ferratum Mobile Bank, los consumidores pueden pagar por bienes y servicios en donde se acepte MasterCard, y para compras pequeñas, los consumidores pueden simplemente pagar con solo un toque de la tarjeta gracias a la tecnología Contactless. Los consumidores reciben una notificación en su teléfono cada vez que se utiliza la tarjeta.

## Envío de dinero a través de SMS
Los consumidores pueden pagar a cualquier contacto a través de su teléfono. Los clientes pueden simplemente ingresar el nombre del destinatario, el número de móvil del destinatario y la cantidad que desean enviar y obtendrán un SMS que les indicará cómo dirigir el dinero a su propia cuenta.

## Proceso de puntuación de crédito para préstamos
Gracias a su tecnología automatizada de puntuación de crédito, Ferratum puede adoptar una decisión en cuanto a un préstamo en sólo unos minutos. El solicitante se identifica basándose en la verificación de identificación facial automatizada, identificación bancaria o acceso a registros previos de cuentas bancarias. 
Las decisiones de puntuación y de crédito se controlan de forma centralizada. Una tarjeta de puntuación de aplicación se utiliza para evaluar nuevos clientes, y una tarjeta de puntuación de comportamiento se utiliza para evaluar a los clientes existentes. El sistema de puntaje, basado en análisis FICO y desarrollado posteriormente por Ferratum, se basa en bases de datos públicas, registros de crédito nacionales, bases de datos estadísticos y bases de datos de impuestos públicos, cuando están disponibles. También utiliza una gran tecnología interna de análisis de datos que proporciona información basada, por ejemplo, en los tipos de navegador, el comportamiento de navegación y la pertenencia a redes sociales. El riguroso sistema de puntuación e identificación del Grupo dio como resultado una tasa de aprobación de las solicitudes de préstamos de solo el 14 % a finales de 2016.

## Productos crediticios del Grupo Ferratum

### Microloans
Su producto pionero de Microloan está disponible desde 2005 y ofrece a los clientes un acceso rápido y fácil a pequeñas cantidades de efectivo de 25 a 1000 euros con una duración de 7 a 90 días. Los microloans se facilitan a través de los sitios web y la aplicación móvil del Grupo.

### Plus Loans
PlusLoans se ofrece principalmente a los clientes existentes con un historial positivo de reembolso. El producto ofrece mayores cantidades (normalmente entre 300 y 5000 euros) y períodos de vencimiento más largos de 2 a 36 meses.

### Credit Limit
El producto Credit Limit, lanzado en 2013, ha demostrado ser un importante motor de crecimiento del Grupo gracias a su flexibilidad. Los clientes están autorizados a retirar, reembolsar y rediseñar las cantidades dentro del límite máximo de crédito, cualquier número de veces hasta su vencimiento y de acuerdo con su situación de flujo de efectivo. El crédito se concede hasta un límite de 3000 euros.

### Ferratum Business
Los préstamos para pequeñas empresas, actualmente disponibles en cinco países, se ofrecen a pequeñas empresas establecidas con un historial exitoso de al menos dos años. Los préstamos oscilan entre 2000 y 100 000 euros y se utilizan regularmente para capital de trabajo y financiación puente.

### Prime Loans
El Prime Loan se lanzó en 2017 en Finlandia y es el mayor préstamo del grupo ofrecido a los consumidores privados. El plazo del préstamo a plazos es de hasta 10 años, y el importe máximo disponible es de 20 000 euros.

## Competencia
Ferratum compite con los bancos tradicionales y digitales, así como con otras fintech, principalmente en el campo de los préstamos para consumidores y pequeñas empresas. Simultáneamente, Ferratum busca consolidar a sus pares del sector tecnofinanciero como socios, ya que amplía su modelo de negocio en servicios de banca móvil, incluyendo depósitos.
En el mercado de la banca móvil y los préstamos, el Grupo afirma que "puede capitalizar su plataforma tecnológica escalable como una clara ventaja competitiva. Su arquitectura de TI es de origen móvil, autoaprendizaje por diseño y abierta a herramientas complementarias de terceros, así como nuevos productos de Ferratum, como el servicio de inversión P2P ". El Grupo asegura que sus clientes siempre obtienen servicios de vanguardia, donde y cuando los necesiten.

## Desarrollo y predicción de negocios
Según el Informe Anual 2016, el Grupo espera que los volúmenes de crédito al consumo continúen creciendo por encima de la media del mercado con base en nuevos clientes, así como la diversificación continua de los productos de préstamos al consumo y el crecimiento en nuevos mercados. 
El Grupo espera que Ferratum Business (préstamos para PYME) continúe ganando cuotas de mercado en los cinco mercados existentes y se introducirá en otros mercados. 
El Ferratum Mobile Bank se desplegará en otros países y se espera atraer nuevos clientes, fidelizar a los actuales, estimular la venta cruzada, aumentar el volumen de los depósitos y diversificar las monedas de los depósitos. 
Según el Informe Anual 2016, los factores externos que pueden influir en el desarrollo de negocios de Ferratum son: 
- La demanda de préstamos al consumo y préstamos para PyME en los mercados actuales y futuros
- El desarrollo global del uso de teléfonos móviles y móviles
- El desarrollo del sector global de las fintech con respecto al negocio de préstamos, así como a los servicios de banca móvil
- Competencia de aplicaciones de banca móvil por parte de bancos establecidos